# Maschalocephalus dinklagei
Maschalocephalus dinklagei là một loài thực vật có hoa trong họ Rapateaceae. Loài này được Gilg & K.Schum. mô tả khoa học đầu tiên năm 1900.